# Игнатов (Белгородская область)
Игнатов — хутор в Алексеевском районе Белгородской области, один из двух хуторов включенных в Ильинское сельское поселение.

## География
Хутор граничит с селом Ильинка. По территории хутора протекает река Тихая Сосна.

## История
В конце XIX века в эти места переселялись люди из ближайших селений Сидоркина и Ильинки. Хутор получил своё название в честь основателя Игната, захороненного на Ильинском кладбище.

## Население
| 2002 | 2010 |
| ---- | ---- |
| 45   | ↗55  |

Основную часть населения представляют пенсионеры.

## Растительость и животный мир
Травянистая растительность местности представлена разнотравно-луговыми и разнотравно-смешанными степными видами. Луговая растительность: подорожник, овсяница луговая, клевер луговой, тимофеевка, щавель. Сорняки: борщевик, погремок, конский щавель, горькая полынь, лопух. В болотистой местности много камыша, калужницы, тростника. Очень разнообразна водная растительность: осока, стрелолист, поручейник. В тихих заводях растут кувшинки, водяная лилия, водокрас, телорез, ряска малая. Из животного мира, населяющего лесные массивы, обитают дикие кабаны, косули, барсуки, лисы, набегами бывают волки.

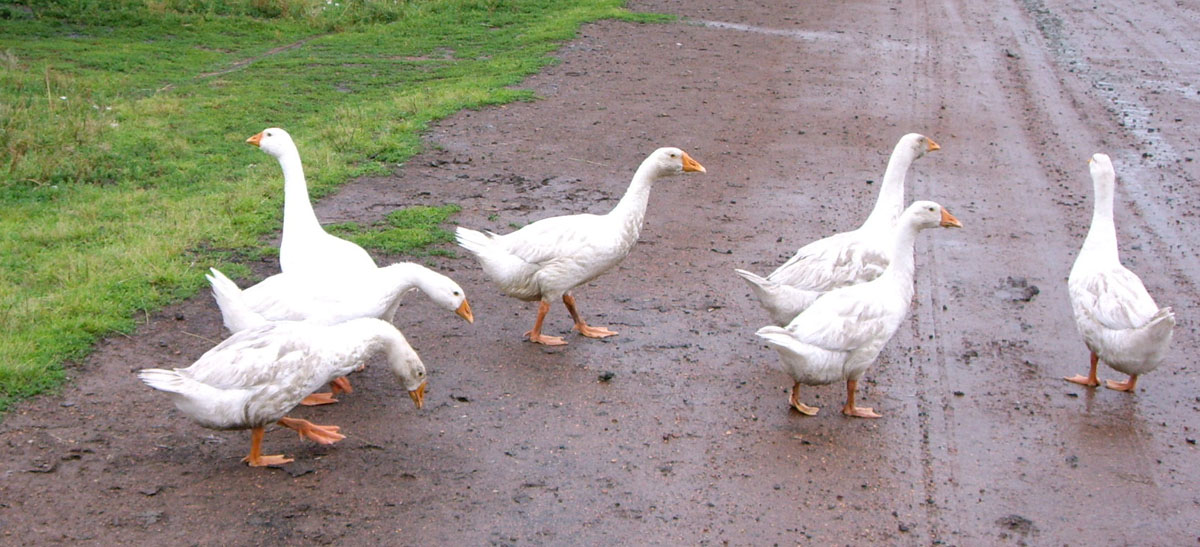
Гуси в хуторе.

Богат и разнообразен класс птиц (постоянно живущих и прилетающих): перепела, куропатки, дятлы, поползни, клесты, воробьи, вороны, синицы, снегири, кукушки, ласточки, скворцы, соловьи, жаворонки, грачи и др. На полях и лугах обитают многочисленные отряды грызунов: мыши, хомяки, суслики, крысы, зайцы. Насекомоядные: землеройки, кроты; пресмыкающиеся: ужи, ящерицы. В реке и прудах обитают рыбы: карась, плотва, голавль, краснопёрка, окунь, лещ, карп, щука. На водоёмах живут: утки, гуси, цапли, лебеди, бобры. Многочисленны представители класса насекомых: пауки, комары, стрекозы, мухи, шмели.

## Интересные факты
Поскольку хутор расположен в степной зоне, дерева на постройку домов было не так уж много. В основном в дело шла верба, росшая в русле бывшей реки. Так как верба — дерево мягкое и недолговечное, такие хаты покрывались саманом, крыша крылась соломой или камышом. В скором времени между жителями сложилась традиция: чтобы дерева хватало всем, каждая семья при рождении мальчика обсаживала свой участок огорода вербами. Когда мальчик взрослел и женился, ему нужно было строить свой дом, на который шли уже выросшие вербы. Как правило, к этому времени родительский дом приходил в негодность и либо ремонтировался для стариков, либо уничтожался, а старики переселялись в новый дом сына. Зажиточные крестьяне строили себе дома из купленных и привезённых более прочных сортов дерева (дуб, ясень). Такие хаты называли «мытыми» (в то время как обычные хаты к празднику белились или облепливались новым саманом, эти достаточно было помыть).